# The Royal Rifles of Canada
The Royal Rifles of Canada étaient un régiment d'infanterie de l'Armée canadienne de 1862 à 1966. En effet, il a été créé le 28 février 1862 à Québec au Québec en tant que The 8th Battalion Volunteer Militia Rifles, Canada.
Le régiment a combattu aux côtés des Winnipeg Grenadiers (en) lors de la bataille de Hong Kong durant la Seconde Guerre mondiale. Ils perpétuaient l'histoire du 12e Bataillon et du 171e Bataillon (Québec Rifles) du Corps expéditionnaire canadien de la Première Guerre mondiale.

## Histoire
L'unité a été créée le 28 février 1862 à Québec au Québec sous le nom de « The 8th Battalion Volunteer Militia Rifles, Canada ». Peu après, il fut renommé en « 8th or Stadacona Volunteer Militia Rifles ».
Dans la foulée des raids féniens, le bataillon a été mobilisé pour le service actif le 8 mars 1866. Il servit à Québec jusqu'au 31 mars. Lors de la seconde guerre des Boers, l'unité a fourni des volontaires au contingent canadien déployé en Afrique du Sud.
En 1877, le bataillon fut rebaptisé en « 8th Battalion "Royal Rifles" ». Le bataillon devint un régiment le 8 mai 1900 en adoptant le nom de « 8th Regiment "Royal Rifles" ».
Lors de la Première Guerre mondiale, le 6 août 1914, des détachements du régiment furent mis en service actif pour fournir des services de protection locale. Le régiment adopta son nom actuel le 29 mars 1920.
Lors de la Seconde Guerre mondiale, le 26 août 1939, des détachements furent mobilisés puis mis en service actif le 1er septembre suivant sous le nom de « The Royal Rifles of Canada, CASF (Details) » qui servait à fournir des services de protection locale. Ceux-ci furent démobilisés le 31 décembre 1940. Le 1er janvier 1941, des détachements du régiment furent à nouveau mobilisés, cette fois sous la désignation de « Details of 2nd (Reserve) Battalion, The Royal Rifles of Canada ». Ils furent retirés du service actif le 30 septembre 1941.
Le 24 mai 1940, le régiment mobilisa un bataillon pour le service actif nommé « The Royal Rifles of Canada, CASF » qui devint, le 7 novembre, le « 1st Battalion, The Royal Rifles of Canada, CASF ». Celui-ci servit à Terre-Neuve de novembre 1940 à août 1941 pour effectuer des tâches de garnison. Le 27 octobre 1941, il partit pour Hong Kong où il fut détruit lors de la bataille de Hong Kong. Il fut reconstitué le 10 janvier 1942, puis, il servit dans la région du Pacifique au Canada pour la défense territoriale. Le 2 janvier 1945, il partit pour la Grande-Bretagne où il fut dissout le 10 janvier suivant pour fournir des renforts aux troupes canadiennes au front.
Le 22 février 1965, The Royal Rifles of Canada fusionnèrent avec Les Voltigeurs de Québec, mais cette fusion fut annulée le 1er novembre 1966. Alors, The Royal Rifles of Canada furent réduits à un effectif nul et transféré à l'ordre de bataille supplémentaire des Forces armées canadiennes.

## Perpétuations

### 12th Battalion, CEF
Le 12e Bataillon, CEC fut créé le 10 août 1914. Il s'embarqua pour la Grande-Bretagne le 30 septembre suivant où il servit dans un rôle de réserve pour fournir des renforts aux troupes canadiennes au front. Il fut dissout le 15 septembre 1920.

### 171st "Overseas" Battalion, CEF
Le 171e Bataillon outremer, CEC a été créé le 15 juillet 1916. Il s'embarqua pour la Grande-Bretagne le 24 novembre suivant où, le 8 janvier 1917, son personnel fut transféré au 20e Bataillon de réserve, CEC qui servait à fournir des renforts aux troupes canadiennes au front. Il fut dissout le 27 juillet 1917.

## Honneurs de bataille
Les honneurs de bataille sont le droit donné par la Couronne au régiment d'apposer sur ses couleurs les noms des batailles ou des conflits dans lesquels il s'est illustré. Cependant, les régiments de voltigeurs n'ont pas de drapeau consacré, mais ils peuvent néanmoins blasonner leurs honneurs de bataille sur d'autres articles du régiment.
| Guerre d'Afrique du Sud   | Guerre d'Afrique du Sud |
| ------------------------- | ----------------------- |
| Afrique du Sud, 1899-1900 |                         |
| Première Guerre mondiale  |                         |
| Ypres, 1915, '17          | Festubert, 1915         |
| Mont-Sorrel               | Somme, 1916             |
| Arras, 1917               | Côte 70                 |
| Amiens                    |                         |
| Seconde Guerre mondiale   |                         |
| Hong Kong                 | Sud-Est asiatique, 1941 |